# Майте Габаррус-Алонсо
Майте Габаррус-Алонсо (ісп. Maite Gabarrús-Alonso; нар. 2 лютого 1989, Памплона) — колишня іспанська тенісистка.
Найвищу одиночну позицію світового рейтингу — 331 місце досягла 6 жовтня 2008, парну — 344 місце — 20 жовтня 2008 року.
Здобула 3 одиночні та 2 парні титули.

## Фінали ITF
| Легенда         |
| --------------- |
| Турніри $25,000 |
| Турніри $10,000 |

### Одиночний розряд: 5 (3–2)
| Результат | Ранг | Дата           | Турнір                      | Покриття | Суперниця                   | Рахунок       |
| --------- | ---- | -------------- | --------------------------- | -------- | --------------------------- | ------------- |
| Перемога  | 1.   | 4 червня 2006  | Тортоса, Іспанія            | Ґрунт    | Нурія Санчес Гарсія         | 7–6(5), 6–2   |
| Перемога  | 2.   | 14 жовтня 2007 | Бенікарло, Іспанія          | Ґрунт    | Раффаелла Бінді             | 6–2, 6–3      |
| Перемога  | 3.   | 2 грудня 2007  | Ла-Валь-д'Уйшо, Іспанія     | Ґрунт    | Анналіза Бона               | 6–3, 3–6, 6–2 |
| Поразка   | 1.   | 27 квітня 2008 | Торрент (Валенсія), Іспанія | Ґрунт    | Матільде Муньйос Гонсальвес | 3–6, 2–6      |
| Поразка   | 2.   | 18 травня 2008 | Бадалона, Іспанія           | Ґрунт    | Ева Фернандес Бругес        | 6–4, 1–6, 1–6 |

### Парний розряд: 5 (2–3)
| Результат | Ранг | Дата              | Турнір             | Покриття | Партнерка       | Суперниці                                 | Рахунок          |
| --------- | ---- | ----------------- | ------------------ | -------- | --------------- | ----------------------------------------- | ---------------- |
| Перемога  | 1.   | 18 листопада 2007 | Майорка, Іспанія   | Ґрунт    | Летісія Костас  | Василіса Давидова Elizaveta Tochilovskaya | 7–5, 6–2         |
| Поразка   | 1.   | 10 лютого 2008    | Майорка, Іспанія   | Ґрунт    | Летісія Костас  | Ліза Сабіно Валентіна Сульпіціо           | 3–6, 6–7         |
| Поразка   | 2.   | 17 лютого 2008    | Майорка 2, Іспанія | Ґрунт    | Летісія Костас  | Полона Герцог Штефані Фогт                | 6–7, 3–6         |
| Поразка   | 3.   | 18 травня 2008    | Бадалона, Іспанія  | Ґрунт    | Аманда Каррерас | Бенедетта Давато Ліза Сабіно              | 6–2, 2–6, [8–10] |
| Перемога  | 2.   | 28 вересня 2008   | Гранада, Іспанія   | Тверде   | Летісія Костас  | Регіна Куликова Ірена Павлович            | walkover         |